# DSB SE

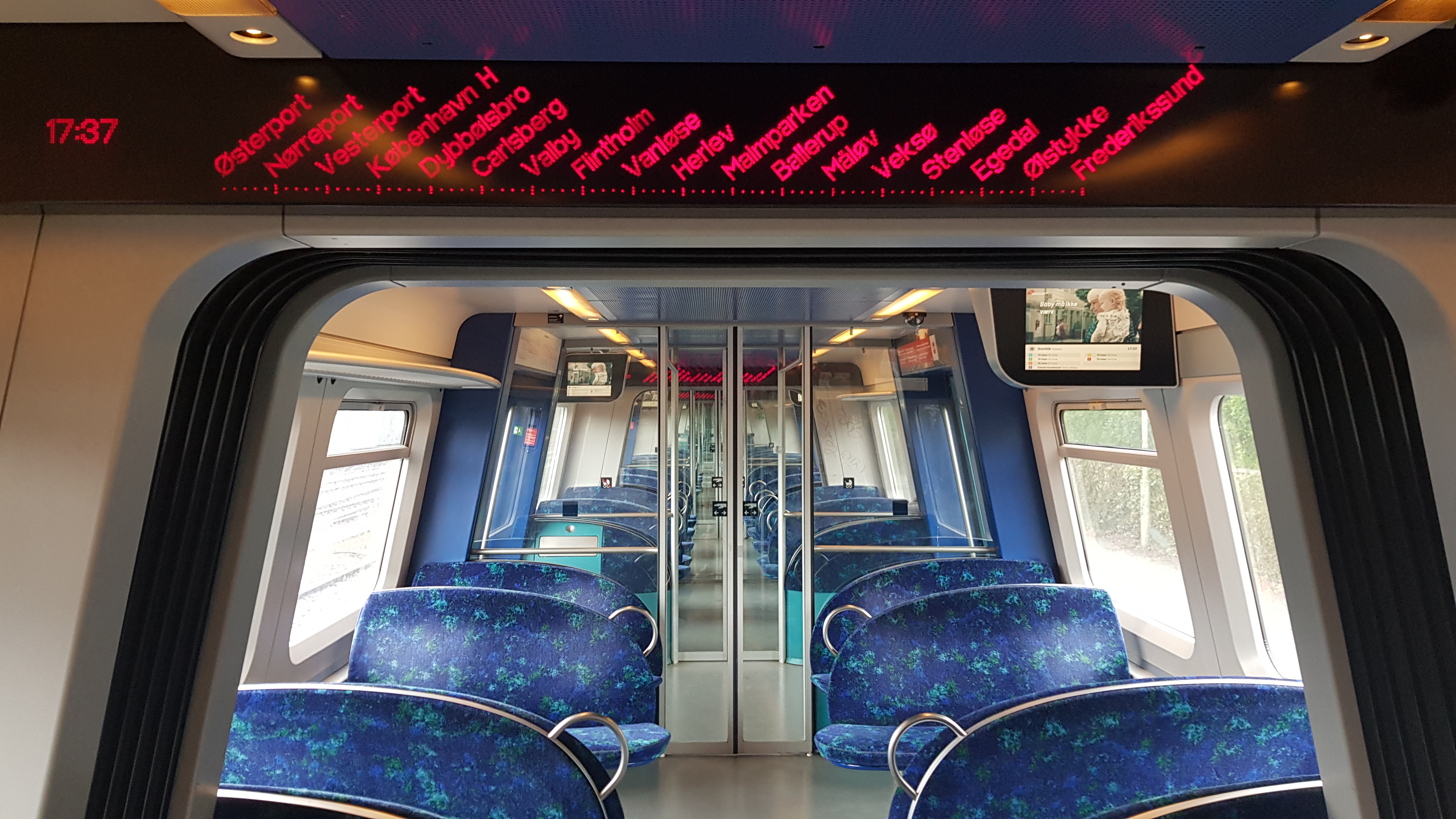
Innenraum mit Fahrgastübergang und Informationssystem

Die DSB SE sind vierteilige elektrische Gliedertriebzüge für den S-Bahnverkehr in der Hauptstadtregion Kopenhagen (S-tog). Alstom LHB und Siemens lieferten von 2004 bis 2005 31 Triebzüge. Die fest gekuppelten Triebzüge werden als Garnitur intern mit den Betriebsnummern SE 01–SE 31 bezeichnet. Zusammen mit den achtteiligen DSB SA bilden sie die 4. Triebfahrzeuggeneration auf diesen Strecken.

## Geschichte
Während die Baureihe SA ausgeliefert wurde, zeigte sich, dass sie für die Ringbahn (Linie F) überdimensioniert wäre. Daher wurde im Jahr 2002 die Bestellung über 15 dieser Achtteiler in einen Auftrag über 30 Vierteiler der Baureihe SE umgewandelt. Als Ersatz für einen nach einem Unfall zerstörten Achtteiler wurde ein 31. Zug der Bestellung hinzugefügt. Von 2004 bis 2005 wurden die Züge im Alstom-Werk in Salzgitter gefertigt, ein Teil der Arbeiten erfolgten bei Scandia im dänischen Randers.

## Technik
Ein Zug besteht aus vier Wagenkästen aus Aluminium. Jeder Wagenkasten stützt sich auf einem einachsigen Drehgestell und dem angrenzenden Segment ab. Ein äußeres Segment besitzt dabei zwei einachsige Drehgestelle. Durch diese Ausführung sind die Segmente äußerst kurz (10 m). Weil die Gliederzüge deshalb in Kurven weniger Platz benötigen als Züge mit längeren Wagenkästen, können sie mit 3,6 Metern deutlich breiter ausgeführt werden. Das erlaubt den Einbau von Sitzbänken für einen Sitzteiler von 3+3. Gegenüber vorherigen Zügen konnte die  Sitzplatzkapazität damit um ein Drittel gesteigert werden. Da die Breite der Züge durch Hochflurbahnsteige begrenzt wird, wurden die Wagenkästen bombiert. Das heißt, sie sind über der Höhe der Bahnsteige nach außen gewölbt. Vor dem Einsatz der Züge wurden die Strecken dennoch punktuell an die größere Breite der Züge angepasst.
Die Züge sind durchgehend begehbar, zur Abtrennung der Fahrgastbereiche sind automatische Schiebetüren aus Glas vorhanden. Jeder der Wagen ist auf jeder Zugseite mit einer 1,60 m breiten Doppelschwenkschiebetür ausgestattet. Die Garnituren können regenerativ bremsen. Dabei wirken die Fahrmotoren als Generatoren, die Umrichter produzieren Gleichstrom, der in die Oberleitung zurückgespeist wird.
Seit dem 8. Januar 2006 gibt es in Dänemark für die Fahrradmitnahme keine Sperrzeiten mehr, seit 15. Januar 2010 ist die Fahrradmitnahme bei S-tog kostenlos. Dies führte dazu, dass vermehrt Fahrräder in den Zügen mitgenommen wurden und der Platz in den Mehrzweckabteilen nicht mehr ausreichte und sich die Ein- und Ausstiegszeiten verlängerten. Deshalb wurde in den SF-Wagen bis 2014 ein weiteres Mehrzweckabteil eingebaut.
Die Züge der Baureihe SE verkehren fest gekuppelt in der Wagenreihenfolge SE–SF–SG–SH. Diese Wagen sind unterschiedlich ausgestattet:
| Baureihe | Fahrzeug- nummern | Typ         | Bemerkungen                                                      |
| -------- | ----------------- | ----------- | ---------------------------------------------------------------- |
| SE       | 4101–4131         | angetrieben | Mehrzweckabteil, zwei Achsen, Führerstand                        |
| SF       | 4301–4331         | angetrieben | Stromabnehmer, eine Achse seit 2014 zusätzliches Mehrzweckabteil |
| SG       | 4501–4531         | antriebslos | eine Achse                                                       |
| SH       | 4701–4731         | angetrieben | eine Achse, Führerstand                                          |

## Einsatz
Die Baureihe SE wurde vorrangig für den Einsatz auf der Linie F beschafft. Auf den anderen Linien werden ein oder zwei SE in Mehrfachtraktion mit einem SA eingesetzt.